# Pantserwagen M.39
Pantserwagen M.39 (oznaczenie niemieckie Panzerspähwagen DAF 201(h)) – holenderski samochód pancerny z okresu II wojny światowej

## Historia konstrukcji
W 1938 roku holenderska firma Van Doorne Aanhangwagenfabriek N.V. otrzymała zamówienie na budowę 12 samochodów pancernych na wyposażenie trzeciego szwadronu dywizjonu samochodów pancernych armii holenderskiej. Już w 1938 roku był gotowy prototyp oznaczony w firmie jako DAF P.T. 3, a w 1939 roku przystąpiono do produkcji seryjnej. Pierwsze tego typu samochody zostały dostarczone pod koniec 1939 roku, otrzymały one oznaczenie wojskowe M.39. Produkcja trwała do chwili zajęcia Holandii przez Niemcy w maju 1940 roku. 
Nie dokończone samochody zostały ukończone przez Niemców w 1940 roku. 

## Użycie
Pod koniec 1939 roku pierwsze samochody pancerne M.39 zostały przyjęte na uzbrojenie armii holenderskiej i w maju 1940 roku wzięły udział w walkach z Niemcami. W trakcie walk jeden samochód tego typu został zniszczony.
Pozostałe samochody oraz samochody ukończone już pod okupacją niemiecką zostały wcielone do niemieckich jednostek policyjnych, gdzie używane były do działań przeciwpartyznackich. Używano ich także na zapleczu frontu wschodniego. 